# Bahnstrecke Montauban-Ville-Bourbon–La Crémade
| Pont Antoinette, April 2014. |                      |                                                                                 |                                                                          |
| |                      |                                                                                 |                                                                          |
| Streckennummer (SNCF): | 738 000              |                                                                                 |                                                                          |
| Kursbuchstrecke (SNCF): | 154, 155             |                                                                                 |                                                                          |
| Streckenlänge: | 91.234 km            |                                                                                 |                                                                          |
| Spurweite: | 1435 mm (Normalspur) |                                                                                 |                                                                          |
| Maximale Neigung: | 5 ‰                  |                                                                                 |                                                                          |
| |                      |                                                                                 |                                                                          |
| \| \| \| Bahnstrecke Les Aubrais-Orléans–Montauban-Ville-Bourbon von Orléans-Les Aubrais \| \| \| \| \| \| \| \| \| \| Bahnstrecke Lexos–Montauban-Ville-Bourbon von Lexos \| \| \| \| 662,7 \| Tarn (188 und 225 m) \| Tarn (188 und 225 m) \| \| \| \| \| \| \| \| 663,2 205,6 \| Bahnstrecke Bordeaux–Sète von Bordeaux-Saint-Jean \| Bahnstrecke Bordeaux–Sète von Bordeaux-Saint-Jean \| \| \| 205,9 \| Montauban-Ville-Bourbon \| 86 m \| \| \| 206,8 \| Canal de Montech \| Canal de Montech \| \| \| 206,6 \| Bahnstrecke Bordeaux–Sète nach Sète \| Bahnstrecke Bordeaux–Sète nach Sète \| \| \| 209,0 \| Streckenende \| Streckenende \| \| \| ~211,0 \| A 20 (ehem. N 20) \| A 20 (ehem. N 20) \| \| \| 211,3 \| Bressols \| 93 m \| \| \| 218,1 \| Labastide-Saint-Pierre \| 101 m \| \| \| 221,4 \| Orgueil \| 108 m \| \| \| 224,4 \| Nohic \| 98 m \| \| \| ~225,2 \| D 930 (ehem. N 630) \| D 930 (ehem. N 630) \| \| \| ~226,2 \| Département Tarn-et-Garonne / Haute-Garonne \| Département Tarn-et-Garonne / Haute-Garonne \| \| \| ~230,1 \| Chemins de Fer du Sud-Ouest (1 m) v. Toulouse (1912–1937) \| Chemins de Fer du Sud-Ouest (1 m) v. Toulouse (1912–1937) \| \| \| \| Werksanschluss Brusson[2] \| \| \| \| 230,6 \| Villemur (Haute-Garonne) \| 98 m \| \| \| ~234,7 \| D 630 (ehem. N 630) \| D 630 (ehem. N 630) \| \| \| 236,5 \| La Magdelaine-sur-Tarn \| 102 m \| \| \| 242,2 \| Bessières \| 107 m \| \| \| 245,2 \| Buzet-sur-Tarn \| 110 m \| \| \| ~247,4 \| D 988 (ehem. N 88) \| D 988 (ehem. N 88) \| \| \| 248,1 \| Streckenende \| Streckenende \| \| \| \| \| \| \| \| \| Bahnstrecke Brive-la-Gaillarde–Toulouse-Matabiau von Toulouse-Matabiau \| \| \| \| \| \| \| \| \| ~247,1 \| Département Haute-Garonne / Tarn \| Département Haute-Garonne / Tarn \| \| \| 249,4 \| Saint-Sulpice (Tarn) \| 111 m \| \| \| \| D 630 (ehem. N 630) \| \| \| \| 249,8 \| Agout (125 m) \| Agout (125 m) \| \| \| \| \| \| \| \| \| Bahnstrecke Brive-la-Gaillarde–Toulouse-Matabiau nach Brive-la-Gaillarde \| \| \| \| \| \| \| \| \| 252,8 \| Agout (120 m) \| Agout (120 m) \| \| \| 253,8 \| A 68 (26 m) \| A 68 (26 m) \| \| \| 257,5 \| Saint-Jean-de-Rives \| 131 m \| \| \| 258,1 \| Les Cauquillous \| 131 m \| \| \| ~259,7 \| Werksanschluss Agrarlager \| Werksanschluss Agrarlager \| \| \| ~259,8 \| D 630 (ehem. N 630) \| D 630 (ehem. N 630) \| \| \| 261,7 \| Nice (Viaduc de Camaurel, 78 m) \| Nice (Viaduc de Camaurel, 78 m) \| \| \| ~264,0 \| D 630 (ehem. N 630) \| D 630 (ehem. N 630) \| \| \| 264,5 \| Lavaur \| 141 m \| \| \| ~264,7 \| Werksanschluss \| Werksanschluss \| \| \| \| TVT nach La Ramière (600 mm) \| \| \| \| 265,4 \| Agout (Viaduc de Lavaur, 123 m) \| Agout (Viaduc de Lavaur, 123 m) \| \| \| 271,5 \| Fiac \| 139 m \| \| \| 275,7 \| Brazis \| 155 m \| \| \| 279,8 \| Damiatte-Saint-Paul \| 145 m \| \| \| 285,8 \| Lalbarède \| 149 m \| \| \| ~287,4 \| M 112 (ehem. N 112) \| M 112 (ehem. N 112) \| \| \| 290,8 \| Vielmur-sur-Agout \| 155 m \| \| \| 292,9 \| Agout (Pont Antoinette, 90 m) \| Agout (Pont Antoinette, 90 m) \| \| \| 294,4 \| Sémalens \| 160 m \| \| \| 297,1 358,7 \| Bahnstrecke Castelnaudary–Rodez von Castelnaudary \| Bahnstrecke Castelnaudary–Rodez von Castelnaudary \| \| \| 297,2 358,8 \| La Crémade \| 165 m \| \| \| 361,3 \| Agout \| Agout \| \| \| 365,4 \| Bahnstrecke Castres–Bédarieux von Bédarieux \| Bahnstrecke Castres–Bédarieux von Bédarieux \| \| \| 366,1 \| Castres \| 171 m \| \| \| 366,6 \| Streckenende \| Streckenende \| \| \| \| Bahnstrecke Castelnaudary–Rodez nach Rodez \| \| \| \| \| \| \| \| Beginn der Kilometrierung: Bordeaux-Saint-Jean \| \| \| \| |                      |                                                                                 |                                                                          |
| |                      | Bahnstrecke Les Aubrais-Orléans–Montauban-Ville-Bourbon von Orléans-Les Aubrais |                                                                          |
| |                      |                                                                                 |                                                                          |
| Strecke von links (außer Betrieb) · Kreuzung geradeaus unten (Querstrecke außer Betrieb) |                      | Bahnstrecke Lexos–Montauban-Ville-Bourbon von Lexos                             | Bahnstrecke Lexos–Montauban-Ville-Bourbon von Lexos                      |
| Brücke über Wasserlauf (Strecke außer Betrieb) · Brücke über Wasserlauf | 662,7                | Tarn (188 und 225 m)                                                            | Tarn (188 und 225 m)                                                     |
| Verschwenkung von links und ehemals von rechts |                      |                                                                                 |                                                                          |
| Abzweig geradeaus und von rechts | 663,2 205,6          | Bahnstrecke Bordeaux–Sète von Bordeaux-Saint-Jean                               | Bahnstrecke Bordeaux–Sète von Bordeaux-Saint-Jean                        |
| Bahnhof | 205,9                | Montauban-Ville-Bourbon                                                         | 86 m                                                                     |
| Brücke über Wasserlauf | 206,8                | Canal de Montech                                                                | Canal de Montech                                                         |
| Abzweig ehemals geradeaus und nach rechts | 206,6                | Bahnstrecke Bordeaux–Sète nach Sète                                             | Bahnstrecke Bordeaux–Sète nach Sète                                      |
| | 209,0                | Streckenende                                                                    | Streckenende                                                             |
| Strecke mit Straßenbrücke (Strecke außer Betrieb) | ~211,0               | A 20 (ehem. N 20)                                                               | A 20 (ehem. N 20)                                                        |
| Bahnhof (Strecke außer Betrieb) | 211,3                | Bressols                                                                        | 93 m                                                                     |
| Bahnhof (Strecke außer Betrieb) | 218,1                | Labastide-Saint-Pierre                                                          | 101 m                                                                    |
| Haltepunkt / Haltestelle (Strecke außer Betrieb) | 221,4                | Orgueil                                                                         | 108 m                                                                    |
| Bahnhof (Strecke außer Betrieb) | 224,4                | Nohic                                                                           | 98 m                                                                     |
| Bahnübergang (Strecke außer Betrieb) | ~225,2               | D 930 (ehem. N 630)                                                             | D 930 (ehem. N 630)                                                      |
| Grenze (Strecke außer Betrieb) | ~226,2               | Département Tarn-et-Garonne / Haute-Garonne                                     | Département Tarn-et-Garonne / Haute-Garonne                              |
| U-Bahn-Strecke quer · Kreuzung · U-Bahn-Strecke von rechts (außer Betrieb) | ~230,1               | Chemins de Fer du Sud-Ouest (1 m) v. Toulouse (1912–1937)                       | Chemins de Fer du Sud-Ouest (1 m) v. Toulouse (1912–1937)                |
| Abzweig geradeaus und nach links (Strecke außer Betrieb) · U-Bahn-Kreuzung · Strecke quer |                      | Werksanschluss Brusson                                                          | Werksanschluss Brusson                                                   |
| Bahnhof (Strecke außer Betrieb) · U-Bahn-Kopfbahnhof Streckenende | 230,6                | Villemur (Haute-Garonne)                                                        | 98 m                                                                     |
| Bahnübergang (Strecke außer Betrieb) | ~234,7               | D 630 (ehem. N 630)                                                             | D 630 (ehem. N 630)                                                      |
| Bahnhof (Strecke außer Betrieb) | 236,5                | La Magdelaine-sur-Tarn                                                          | 102 m                                                                    |
| Bahnhof (Strecke außer Betrieb) | 242,2                | Bessières                                                                       | 107 m                                                                    |
| Bahnhof (Strecke außer Betrieb) | 245,2                | Buzet-sur-Tarn                                                                  | 110 m                                                                    |
| Bahnübergang (Strecke außer Betrieb) | ~247,4               | D 988 (ehem. N 88)                                                              | D 988 (ehem. N 88)                                                       |
| | 248,1                | Streckenende                                                                    | Streckenende                                                             |
| |                      |                                                                                 |                                                                          |
| Abzweig ehemals geradeaus und von rechts |                      | Bahnstrecke Brive-la-Gaillarde–Toulouse-Matabiau von Toulouse-Matabiau          | Bahnstrecke Brive-la-Gaillarde–Toulouse-Matabiau von Toulouse-Matabiau   |
| |                      |                                                                                 |                                                                          |
| Grenze | ~247,1               | Département Haute-Garonne / Tarn                                                | Département Haute-Garonne / Tarn                                         |
| Bahnhof | 249,4                | Saint-Sulpice (Tarn)                                                            | 111 m                                                                    |
| Bahnübergang |                      | D 630 (ehem. N 630)                                                             | D 630 (ehem. N 630)                                                      |
| Brücke über Wasserlauf | 249,8                | Agout (125 m)                                                                   | Agout (125 m)                                                            |
| |                      |                                                                                 |                                                                          |
| Abzweig geradeaus und nach links |                      | Bahnstrecke Brive-la-Gaillarde–Toulouse-Matabiau nach Brive-la-Gaillarde        | Bahnstrecke Brive-la-Gaillarde–Toulouse-Matabiau nach Brive-la-Gaillarde |
| |                      |                                                                                 |                                                                          |
| Brücke über Wasserlauf | 252,8                | Agout (120 m)                                                                   | Agout (120 m)                                                            |
| Strecke mit Straßenbrücke | 253,8                | A 68 (26 m)                                                                     | A 68 (26 m)                                                              |
| ehemaliger Bahnhof | 257,5                | Saint-Jean-de-Rives                                                             | 131 m                                                                    |
| Haltepunkt / Haltestelle | 258,1                | Les Cauquillous                                                                 | 131 m                                                                    |
| Abzweig geradeaus und von rechts | ~259,7               | Werksanschluss Agrarlager                                                       | Werksanschluss Agrarlager                                                |
| Bahnübergang | ~259,8               | D 630 (ehem. N 630)                                                             | D 630 (ehem. N 630)                                                      |
| Brücke über Wasserlauf | 261,7                | Nice (Viaduc de Camaurel, 78 m)                                                 | Nice (Viaduc de Camaurel, 78 m)                                          |
| Bahnübergang | ~264,0               | D 630 (ehem. N 630)                                                             | D 630 (ehem. N 630)                                                      |
| U-Bahn-Kopfbahnhof Streckenanfang · Bahnhof | 264,5                | Lavaur                                                                          | 141 m                                                                    |
| Abzweig geradeaus und ehemals nach links | ~264,7               | Werksanschluss                                                                  | Werksanschluss                                                           |
| Kreuzung geradeaus unten · U-Bahn-Strecke quer |                      | TVT nach La Ramière (600 mm)                                                    | TVT nach La Ramière (600 mm)                                             |
| Brücke über Wasserlauf | 265,4                | Agout (Viaduc de Lavaur, 123 m)                                                 | Agout (Viaduc de Lavaur, 123 m)                                          |
| ehemaliger Bahnhof | 271,5                | Fiac                                                                            | 139 m                                                                    |
| ehemaliger Bahnhof | 275,7                | Brazis                                                                          | 155 m                                                                    |
| Bahnhof | 279,8                | Damiatte-Saint-Paul                                                             | 145 m                                                                    |
| ehemaliger Bahnhof | 285,8                | Lalbarède                                                                       | 149 m                                                                    |
| Bahnübergang | ~287,4               | M 112 (ehem. N 112)                                                             | M 112 (ehem. N 112)                                                      |
| Bahnhof | 290,8                | Vielmur-sur-Agout                                                               | 155 m                                                                    |
| Brücke über Wasserlauf | 292,9                | Agout (Pont Antoinette, 90 m)                                                   | Agout (Pont Antoinette, 90 m)                                            |
| ehemaliger Bahnhof | 294,4                | Sémalens                                                                        | 160 m                                                                    |
| Abzweig geradeaus und ehemals von rechts | 297,1 358,7          | Bahnstrecke Castelnaudary–Rodez von Castelnaudary                               | Bahnstrecke Castelnaudary–Rodez von Castelnaudary                        |
| ehemaliger Haltepunkt / Haltestelle | 297,2 358,8          | La Crémade                                                                      | 165 m                                                                    |
| Brücke über Wasserlauf | 361,3                | Agout                                                                           | Agout                                                                    |
| Abzweig geradeaus und von rechts | 365,4                | Bahnstrecke Castres–Bédarieux von Bédarieux                                     | Bahnstrecke Castres–Bédarieux von Bédarieux                              |
| Bahnhof | 366,1                | Castres                                                                         | 171 m                                                                    |
| | 366,6                | Streckenende                                                                    | Streckenende                                                             |
| |                      | Bahnstrecke Castelnaudary–Rodez nach Rodez                                      |                                                                          |
| |                      |                                                                                 |                                                                          |
| Beginn der Kilometrierung: Bordeaux-Saint-Jean |                      |                                                                                 |                                                                          |

Die Bahnstrecke Montauban-Ville-Bourbon–La Crémade ist eine 91 km lange, eingleisige Eisenbahnstrecke in der französischen Region Okzitanien; davon ist knapp die Hälfte seit Dezember 1991 stillgelegt. Durch das Tal des Tarn im westlichen Abschnitt und das Tal des Agout führend, stellte sie eine Umfahrung von Toulouse dar. Weiterführende Strecken sind ebenfalls größtenteils stillgelegt. Auf dem verbliebenen Abschnitt findet sowohl Personen- als auch Güterverkehr statt.
In La Crémade, das in der Gemeinde von Castres liegt, besteht Anschluss an die Bahnstrecke Castelnaudary–Rodez, von der heute nur noch der östliche Teil bis Mazamet betrieben wird. Personenzüge, die im Verbundsystem des TER Occitanie fahren, verkehren als Linie 9 von Toulouse kommend, durchgehend zwischen Saint-Sulpice sowie Castres und dann weiter bis zum Endbahnhof Mazamet.

## Streckenbeschreibung
Diese Bahnstrecke beginnt im Bahnhof Montauban-Ville-Bourbon, wo sie von der Bahnstrecke Bordeaux–Sète nach links abzweigt. Sie wird am linken bzw. südwestlichen Ufer des Tarn flussaufwärts mehr oder weniger parallel zum Fluss geführt und erreicht kurz vor dem Bahnhof von Saint-Sulpice die Bahnstrecke Brive-la-Gaillarde–Toulouse-Matabiau, die von rechts kommend mündet. Es gibt keine nennenswerten Kunstbauwerke. Die Steigung auf diesem Abschnitt beträgt maximal 5 ‰.
Hinter St-Sulpice wird der Agout innerhalb von 3 km zweimal überquert. Dazwischen trennt sich die Bahnstrecke Brive-la-Gaillarde–Toulouse-Matabiau in Richtung Norden wieder. In der Anfangszeit der Strecke führten zwei Kurven mit zu engen Radien zu Entgleisungen, die darauf entschärft wurden. Vor Lavaur wird mit einem 78 m langen Viaduc de Nice (auch: Viaduc de Camaurel) der gleichnamige Bach überbrückt. Nach Lavaur wird mit dem Viaduc de Lavaur ein drittes Mal der Agout gequert, sodass die Strecke fortan wieder auf der orographisch rechten Seite des Flusses befindet. Vor Castres erfolgen noch zwei weitere Querungen, dazwischen von rechts kommend die Bahnstrecke Castelnaudary–Rodez. Insgesamt war der Bau dieses Abschnittes wesentlich aufwändiger als der westliche Teil. Auch hier übersteigt die Steigung 5 ‰ nicht.
Für den Bau des zweiten Streckenabschnitts waren zwei Brückenbauwerke notwendig, die eine große Spannweite besaßen. Dafür wurden vom Ingenieur Paul Séjourné 1883/1884 bei Lavaur das Viaduc de Lavaur und in Sémalens die Pont Antoinette errichtet, mit denen er neue Maßstäbe für den Bau großer gemauerter Gewölbe aufstellte. Der Name des zweiten Bauwerks geht auf den seiner Frau Antoinette zurück, der er damit gedachte.

## Geschichte
Konzessionärin dieser Strecke war die Compagnie des chemins de fer du Midi, die neben Eisenbahnstrecken auch Kanäle bewirtschaftete. Sie erhielt am 14. Dezember 1875 die Genehmigung für den Bau und Betrieb dieser Strecke, deren Nutzung gleichzeitig für gemeinnützig erklärt wurde.
Am 5. Dezember 1884 wurde der westliche Teil Montauban–Saint-Sulpice eröffnet, am 4. März 1888 der östliche Teil bis La Crémade. Mit dieser Strecke gelang es, eine Verkürzung von 100 km zum wichtigen Seehafen Bordeaux herzustellen. Zuvor ging der Warentransport von und nach Castres über Castelnaudary und Toulouse. Castres war seit der Protestantisierung Ende des 16. Jahrhunderts ein wichtiger Handelsplatz für Pelz, Leder und Wolle. Inzwischen war Baumwolle aus Nordamerika zur Verarbeitung hinzugekommen, die über Bordeaux importiert wurde.
Zum 7. November 1938 wurde der Personenverkehr im Abschnitt Montauban-Ville-Bourbon–Saint-Sulpice vollständig eingestellt, allerdings zur Aufrechterhaltung der Infrastruktur zwischen Kriegsbeginn und dem 2. Oktober 1939 vorübergehend wieder eröffnet. Zum 1. Februar 1989 entfiel der Güterverkehr in diesem Bereich. Am 16. Dezember 1991 erfolgte die Entwidmung.